# Branko Crvenkovski
Branko Crvenkovski (Macedonisch: Бранко Црвенковски) (Sarajevo, 12 oktober 1962) is een Macedonisch politicus namens de Sociaaldemocratische Unie van Macedonië. Van mei 2004 tot mei 2009 was hij de president van Macedonië en voordien was hij gedurende twee periodes premier (1992–1998 en 2002–2004).

## Biografie
Crvenkovski is geboren in Sarajevo, Bosnië en Herzegovina, dat toen nog deel uitmaakte van Joegoslavië. In 1986 studeerde hij af aan de St. Cyril en Methodius Universiteit in Skopje. Daar behaalde hij een diploma in computerwetenschappen en automatisering.
Nadat hij verschillende jaren in de Raad van Bestuur van het bedrijf Semos uit Skopje had gezeten, werd hij in 1990 bij de eerste vrije verkiezingen in Joegoslavië verkozen als lid van het parlement van Macedonië. Vanaf 1991 was Crvenkovski leider van de Socialistische Republiek Macedonië, dat later de Republiek Macedonië werd. Hiervan werd hij op 5 september 1992 premier. In december 1994 werd hij herkozen, waarna hij het premierschap uiteindelijk tot 1998 bekleedde. Zijn regering opereerde behoedzaam ten opzichte van de Albanese minderheid en buurland Griekenland, die niet op een onafhankelijk Macedonië zaten te wachten. Het land wist ook buiten de Joegoslavische burgeroorlog te blijven. Maar economische hervormingen kwamen traag van de grond.
Bij de nationale verkiezingen van 1998 leed de partij van Crvenkovski een forse nederlaag tegenover de nationalistische VMRO-DPMNE, die hierop de macht overnam. Er volgden onrustige jaren, waarbij het land aan de rand van een burgeroorlog kwam te staan en NAVO-troepen de rust moesten komen herstellen. Met het winnen van de verkiezingen van 2002 slaagde Crvenkovski erin het premierschap te heroveren.
In 2004 werden in Macedonië presidentsverkiezingen georganiseerd, die plaatsvonden na de plotselinge dood van president Boris Trajkovski. Premier Crvenkovski stelde zich namens zijn partij kandidaat voor het presidentschap en wist zijn tegenstander van de VMRO-DPMNE, Saško Kedev, overtuigend te verslaan. Op 12 mei 2004 legde hij zijn functie als premier neer en werd hij beëdigd als president. Hij diende één termijn van exact vijf jaar. In 2009 stelde hij zich niet herkiesbaar en werd hij opgevolgd door Gjorge Ivanov.
- Gemeinsame Normdatei: 12182392X
- International Standard Name Identifier: 0000 0000 1265 3798
- Library of Congress Control Number: n2016022021
- Virtual International Authority File: 67333030
- WorldCat: E39PBJvXdX6pgyrdDQmgGgqYT3